# Bácskai János (színművész)
Bácskai János (Szentes, 1954. november 27. –) magyar színművész.

## Életpályája
1977-ben végzett Ádám Ottó osztályában a Színház- és Filmművészeti Főiskola (ma Színház- és Filmművészeti Egyetem) színész szakán. Édesapja Bácskai Mihály (1929–2011) a megálmodója és megalapítója a szentesi Horváth Mihály Gimnáziumban 1978-ban elindított és a mai napig működő drámatagozatnak, édesanyja Bácskai Mihályné Molnár Erzsébet, mindketten 1953-tól a gimnázium tanárai voltak nyugdíjba vonulásukig. Három fiúgyermek édesapja.

## Szerződései
- 1977–1980 Veszprémi Petőfi Színház
- 1980–1983 Kecskeméti Katona József Színház
- 1983–1988 Szegedi Nemzeti Színház
- 1988–1989 Nemzeti Színház
- 1989–1992 Kecskeméti Katona József Színház
- 1992–1993 Arizona Színház, Művész Színház
- 1993-tól szabadfoglalkozású

Továbbá több éven keresztül a Budaörsi Játékszínben, valamint a Körúti Színházban játszott, a Bánfalvy Ági International Studio és az Éless-Szín produkcióiban jelenleg is. Színházi szerepei mellett rendszeresen szinkronizál filmekben, sorozatokban, dokumentumfilmekben.

## Színpadi szerepei

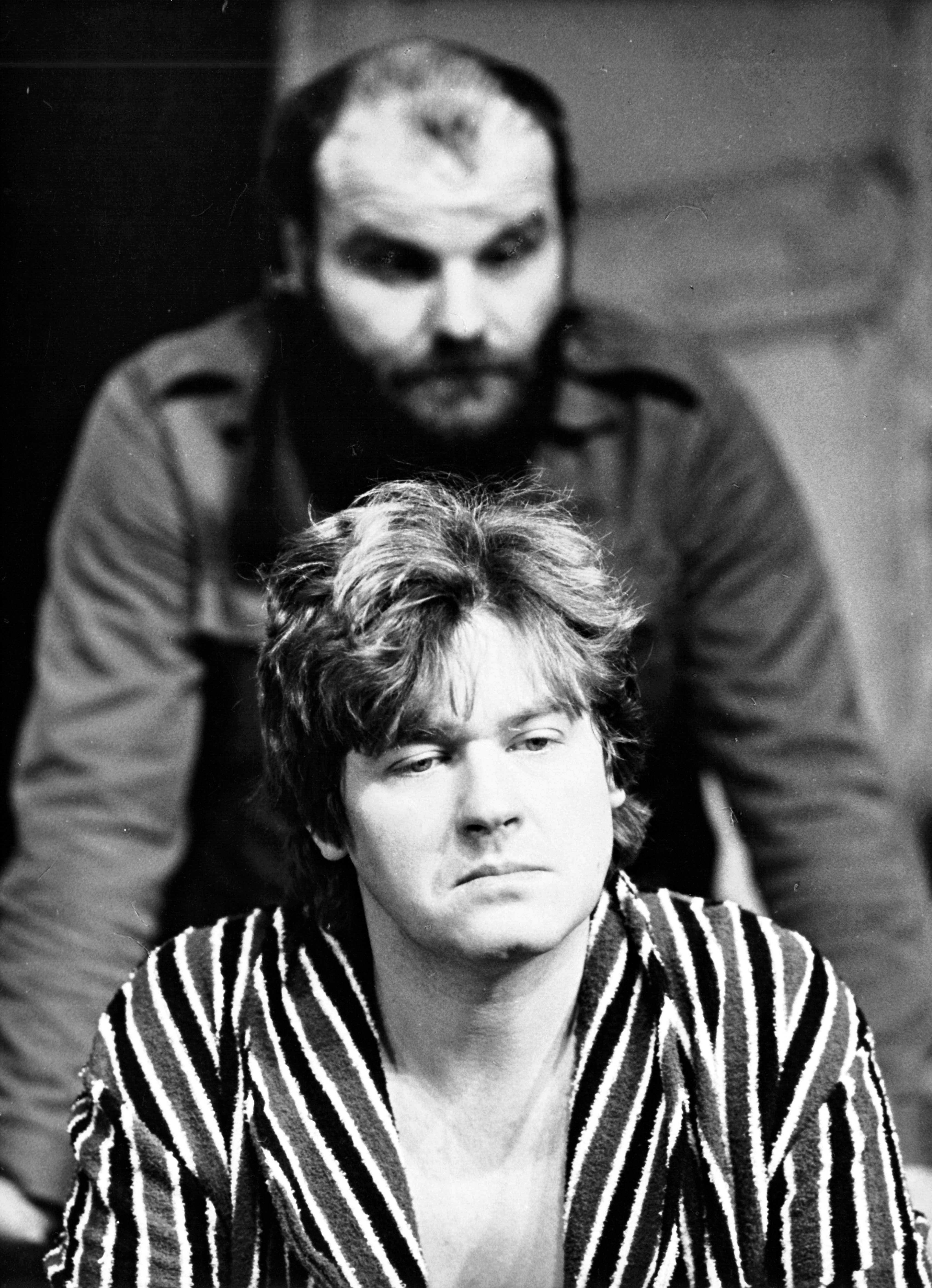
Kovács Lajossal az 'Oszlopos Simeon' előadásban (rendező Árkosi Árpád), 1987-ben (Szegedi Nemzeti Színház - Kisszínház)

- 1975 - Ulrich Plenzdorf: Az ifjú W. újabb szenvedései - Földgyalukezelő - Vígszínház
- 1976 - Jókai Mór: Thespis kordéja - Jambus, kellékes - Ódry Színpad
- 1976 - Kazimir Károly - Ortutay Gyula: Kalevala - Sas, Vőfély - Ódry Színpad
- 1976 - Martin Starkey - Nevill Coghill: Canterbury mesék - Fegyverhordozó/ Nicholas/ John/ Lovag - Ódry Színpad
- 1976 - Csurka István: Eredeti helyszín - Vígszínház (Pesti Színház)
- 1976 - Joe Masteroff - John Kander: Kabaré - Ódry Színpad
- 1977 - Haldun Taner: Keshani Ali balladája - Rüstem - Odry Színpad
- 1977 - Szigligeti Ede: Liliomfi - Szellemfi, vándorszínész - Ódry Színpad
- 1977 - Petőfi Sándor: A helység kalapácsa – Csepü Palkó - Veszprémi Petőfi Színház
- 1977 - Leonyid Rahmanov: Viharos alkonyat – Első diák - Veszprémi Petőfi Színház
- 1977 - Tamási Áron: Hullámzó völegény – Czimer, szabólegény - Veszprémi Petőfi Színház
- 1978 - Móricz Zsigmond: Odysseus bolyongásai – Antinoos - Veszprémi Petőfi Színház
- 1978 - Németh László: Pusztuló magyarok – Néprajzos - Veszprémi Petőfi Színház
- 1978 - G.B. Shaw: Sosem lehet tudni – Dr. Valentine, fogorvos - Veszprémi Petőfi Színház
- 1978 - Paul Foster: I. Erzsébet – Leicester grófja/ D’Aubigny gróf/ Mária udvarhölgye/ Rizzio/ Hugenotta/ Spanyol hajó - Pécsi Nyári Színház
- 1978 - Lázár Ervin: A hétfejű tündér – Mikkamakka - Veszprémi Petőfi Színház
- 1978 - Dóczy Lajos: (A) Csók – Carlo, porfiú - Veszprémi Petőfi Színház
- 1979 - Köves József: Nyakigláb, Csupaháj, Málészáj – Nyakigláb - Veszprémi Petőfi Színház
- 1979 - Joe Masteroff – John Van Druten: Kabaré – Ernst- Veszprémi Petőfi Színház
- 1980 – Gogol: A revizor – Ivan Kuzmics Spekin – Kecskeméti Katona József Színház
- 1980 – Hunyady Sándor: Feketeszárú cseresznye – Jankivics, hadnagy – Kecskeméti Katona József Színház
- 1981 – Jean Anouilh: Becket, vagy Isten becsülete – a Király – Kecskeméti Katona József Színház
- 1981 – Alekszandr Szergejevics Gribodejov: Az ész bajjal jár – Csackij – Kecskeméti Katona József Színház
- 1981 – Georges Feydeau: Osztrigás Mici – Montcigourt, orvos – Kecskeméti Katona József Színház
- 1981 - Tordon Ákos: Skatulyácska királykisasszony – Karóember, királyi dinnyecsősz – Kecskeméti Katona József Színház
- 1982 – Erik Charell - Jürg Amstein - Robert Gilbert – Paul Burkhard: Tüzijáték – Róbert, kertészfiú – Kecskeméti Katona József Színház
- 1982 – Fejes Endre: Az angyalarcú – Csapos– Kecskeméti Katona József Színház
- 1982 – Miroslav Hornicek: Két férfi sakkban – Giacomo – Kecskeméti Katona József Színház
- 1982 – Titus Maccius Plautus: Amphitruo, avagy amit szabad Jupiternek – Kecskeméti Erdei Ferenc Művelődési Központ Tanyaszínháza
- 1982 – Jevgenyij Petrovics Katajev: Heves érzelem – Sztászik Marhockij, vőlegény– Kecskeméti Katona József Színház
- 1982 - Majakovszkij: Vörös menyegző – Versmondó/ Grúz vendég/ Zongorista – Kecskeméti Katona József Színház
- 1982 - Anton Pavlovics Csehov: Lakodalom – Epamimond Makszimovics Aplombov, a vőlegény – Kecskeméti Katona József Színház
- 1982 - Brandon Thomas: Charley nénje - Jack Topplebee, oxfordi diák– Kecskeméti Katona József Színház
- 1983 - Czakó Gábor: Karcsi – Feri - Kecskeméti Katona József Színház
- 1983 - Molière: Botcsinálta doktor – Kecskeméti Katona József Színház

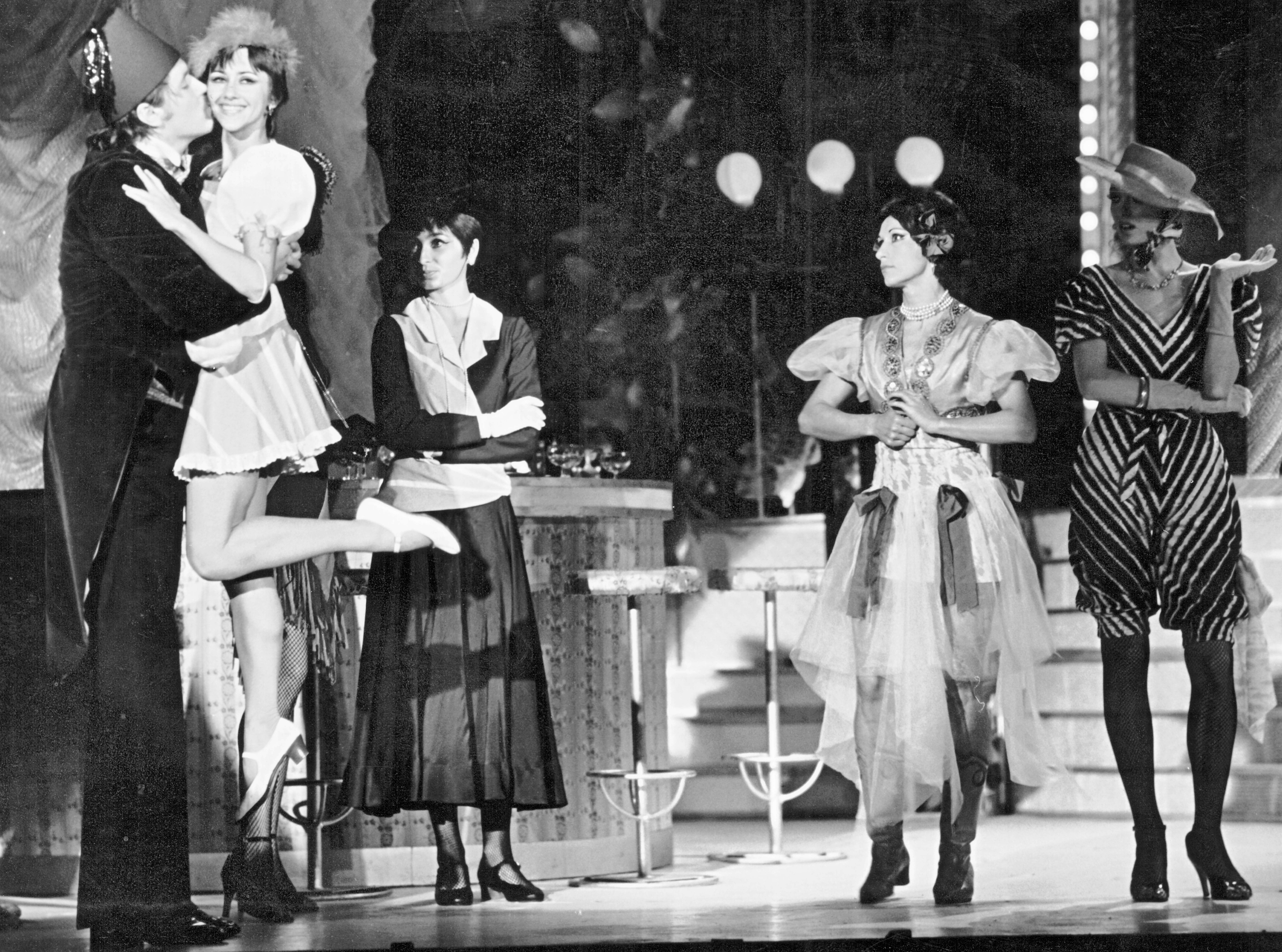
Bácskai János, mint Musztafa bej a tánckarral - Ábrahám Pál: Bál a Savoyban Angyal Mária rendezésében - Szegedi Nemzeti Színház

- 1983 – Ábrahám Pál: Bál a Savoyban – Musztafa bej - Szegedi Nemzeti Színház
- 1984 – Huszka Jenő: Mária főhadnagy - Zwickli Tóbiás - Szegedi Nemzeti Színház
- 1984 – Kálmán Imre: Marica grófnő – Pista - Szegedi Nemzeti Színház
- 1984 – P. Horváth László: Mária Magdolna – Lázár - Szegedi Nemzeti Színház
- 1984 – Nóti Károly: Nyitott ablak – Hadnagy - Szegedi Nemzeti Színház
- 1985 – Leonard Bernstein: West Side Story – Action - Szegedi Nemzeti Színház
- 1985 – Ábrahám Pál: Viktória – Jancsi - Szegedi Nemzeti Színház
- 1985 – Shakespeare: IV. Henrik – Lord Hastings - Szegedi Nemzeti Színház
- 1985 - Illyés Gyula: Dózsa György - Menyus - Szegedi Nemzeti Színház
- 1986 - Galt McDermot - Gerome Ragni - James Rado: Hair – Ron - Szegedi Nemzeti Színház
- 1986 - Jerry Block - Joseph Stein: Hegedús a háztetőn – Lázár Wolf, mészáros - Szegedi Nemzeti Színház
- 1987 – Görgey Gábor: Komámasszony, hol a stukker? – Márton, a vidéki - Szegedi Nemzeti Színház
- 1987 – Mark Twain - Kárpáthy: Koldus és királyfi – John Canty; VIII. Henrik – Szegedi Nemzeti Színház
- 1987 – Webber - Tim Rice: Jézus Krisztus Szupersztár – Simon Péter - Szegedi Nemzeti Színház
- 1987 – Sarkadi Imre: Oszlopos Simeon – Bálint - Szegedi Nemzeti Színház
- 1987 – Passuth László: Medúzafej – Antoine Bonneau, Lucie férje - Szegedi Nemzeti Színház
- 1987 - Edmond Rostand: Cyrano de Bergerac - Madách Színház (Szeged Dóm tér)
- 1988 - Friedrich Schiller: Haramiák - Páter - Egri Gárdonyi Géza Színház
- 1989 - Madách Imre: Az ember tragédiája - Cherub hangja/ Rabszolga/ Kriszposz/ Vitázó barát/ Forradalmártiszt/ Nyegle/ Cassius/ Eszkimó - Kecskeméti Katona József Színház
- 1989 - Csurka István: Megmaradni - I. Zenész - Kecskeméti Katona József Színház
- 1990 - Friedrich Dürrenmatt: A milliomosnő látogatása - Tanár - Kecskeméti Katona József Színház
- 1990 - Molnár Ferenc: Doktor úr - Csató - Kecskeméti Katona József Színház
- 1990 - Tamási Áron: Csalóka szivárvány - János, szolgalegény Czintosnál - Kecskeméti Katona József Színház
- 1990 - Bertolt Brecht: Háromgarasos opera - Smith, rendőr - Kecskeméti Katona József Színház
- 1991 - Agatha Christie: A vád tanúja - Leonard Vole - Kecskeméti Katona József Színház
- 1991 - Böhm György - Korcsmáros György (Jókai Mór regénye, Petőfi Sándor versei alapján): A kőszívű ember fiai - Palvicz Ottó - Kecskeméti Katona József Színház
- 1992 - Giambattista Della Porta: A szolgálólány - Arizona Színház/ Kisvárdai Várszínház
- 1992 - Pozsgai Zsolt: A kölyök - Rendőr - Arizona Színház
- 1993 - Terrence McNally: The Rink - Tony - Arizona Színház
- 1994 - Arthur Miller. Közjáték Vichyben - Őr - Vígszínház (Pesti Színház)
- 1998 - Sződy Szilárd (Daniel Defoe alapszöveg): Robinson és Péntek - Robinson - Budaörsi Játékszín
- 1999 - Horváth Péter (alapszöveg Id. Alexandre Dumas): A három testőr - Athos, királyi testőr - Székesfehérvári Vörösmarty Színház
- 1999 - Kiss Anna: Basarózsák - Herceg - Esztergomi Várszínház
- 1999 - Fejes Endre - Presser Gábor - Sztevanovity Dusán. Jó estét nyár, jó estét szerelem - Személyzetis - Székesfehérvári Vörösmarty Színház
- "Akikre mindenki büszke": A szentesi Horváth Mihály Gimnázium - az ország legrégebben működő drámatagozata - bemutatkozó délutánja négy felvonásban (szereplő) - Bárka Színház
- 2000 - Dés László - Nemes István (író) - Böhm György-Korcsmáros György - Horváth Péter (író): Valahol Európában - Egyenruhás - Székesfehérvári Vörösmarty Színház
- 2000 - Szigligeti Ede: Liliomfi - Legény - Székesfehérvári Vörösmarty Színház
- 2000 - Pruzsinszky Sándor: Fekete király - Mercoeur tábornok - Székesfehérvári Vörösmarty Színház
- 2002 - Radnai Annamária - Vámos Anna - Tollár Mónika: Valaki ordít (előadó) - Eredeti szöveg: Kornis Mihály: Napkönyv Történetünk hőse - in memoriam Friwaldszky Márta - M\'art - Új Thália Stúdió
- 2004 - Arisztophanész: Madarak - Triballos - Bleyer Jakab Német Nemzetiségi Általános Iskola udvara/ Budaörsi Játékszín
- 2005 - Móra Ferenc: Az aranykoporsó - Galerius, a társuralkodó - Budaörsi Játékszín
- 2005 - Heltai Jenő: A néma levente - Pap - Éless-Szín
- 2005 - Szilágyi Andor: Leánder és Lenszirom - Bong-Dong láborrnok, Mar-szúr szárnysegédje - Budaörsi Játékszín
- 2006 - Mary Chase: Barátom, Harvey! - Wilson, ápoló - Budaörsi Játékszín
- 2007 - Victorien Sardou: A szókimondó asszonyság - Savary - Budaörsi Játékszín
- 2007 - Christopher Hampton: Holliwoody mesék - Jakov Lomakin - Budaörsi Játékszín
- 2007 - Claude Magnier: Oscar - Vladimír, Vaszilij, Nyikita a sofőr - Budaörsi Játékszín
- 2008 - Lázár Ervin: A hétfejű tündér - Kisfejű Nagyfejű Zordonbordon - Budaörsi Játékszín
- 2008 - Neil Simon: A napsugár fiúk (színész) - Karinthy Színház
- 2009 - Galambos Zoltán - Turesán Meskó: Kell egy színház - Klaniczay Mátyás - Újpesti Színház
- 2010 - Beaumarchais: Figaro házassága - Antonio, kertész, Susana nagybátyja - Bánfalvy Ági International Studio
- 2010 - Dés László - Koltai Róbert: Sose halunk meg (musical) - Rendőr, vasutas – Körcsarnok

## Filmszerepei
- 1974 - Adalék
- 1975 - A kenguru
- 1976 - Talpuk alatt fütyül a szél
- 1977 - Party
- 1977 - A csillagszemű
- 1977 - Galilei
- 1978 - Mire a levelek lehullanak
- 1982 - Appassionata
- 1985 - Skatulyácska királykisasszony - Karóember
- 1990 - Cikász és a halló pálmák
- 1993 - Frici, a vállalkozó szellem sorozat
- 1994 - Szomszédok sorozat (198. epizód)
- 1994 - Kis Romulusz sorozat
- 1995 - Kisváros sorozat (Zárjegy c. epizód)
- 2002 - Szép halál volt
- 2008 - Kis Vuk (rajz) - Csatt (hang)
- 2011 - Az ember tragédiája (rajz) - Szerető társa/ Második gyáros/ Cassius (hang)

## Díjai, elismerései
Versünnep 2008 - I. helyezés - Színművészek és előadóművészek kategóriában 

(Révkomárom, a zsűri elnöke Szinetár Miklós volt).

## Szinkronszerepei

### Sorozat szinkronszerepei
- A császárnő: Armando Mendoza - Omar Fierro
- A körzet (szinkron vált. 1.) - Joe Noland - Roger Aaron Brown
- A mentalista - Rick Tork CBI ügynök - Joshua Biton
- Anita, a bűbájos bajkeverő - Gordo
- Az eb és a web - Mr. Trumer
- Babylon 5 - Londo Mollari - Peter Jurasik
- Baywatch - Lyle Connors - Ken Swofford
- Big Time Rush - Gustavo Rocque - Stephen Kramer Glickman
- Bordélyház - Josh - Sullivan Stapleton
- Buffy, a vámpírok réme - Mayor Richard Wilkins - Harry Groener
- Chicago Hope (2. szinkron vált.) - Stuart Brickman - Alan Rosenberg
- Édes dundi Valentina - Franklin Carreño - Jerónimo Gil
- Elbűvölő szerelem - Mr. Clinton - José Bardina
- Első szerelem - Esteban Luna - José Elías Moreno
- Esmeralda - Emiliano Valverde - Marco Uriel
- Esti meccsek - Isaac Jaffe - Robert Guillaume
- Futottak még...  - Stephen Fry
- Futottak még... - Barry - Shaun Williamson
- Gossip Girl – A pletykafészek - Bart Bass - Robert John Burke
- Gyilkos körök - Paul Costa - Jean-Philippe Écoffey
- Gyilkos utcák - Lt. Al Giardello - Yaphet Kotto
- Haven - Otis - Daniel Lillford
- Jessie - Bertram - Kevin Chamberlin
- Lucky Louie - Walter - Jerry Minor
- Matrioshki - Mike Simons - Wim Opbrouck
- Rex Rómában - Filippo Gori - Augusto Zucchi
- Shark – Törvényszéki ragadozó - Z Pruitt - Diedrich Bader
- Soñadoras – Szerelmes álmodozók - Don Manuel Vasconzelos - Teo Tapia
- Spartacus: Vér és homok - Gallienus magisztrátus - Timothy Raby
- Trónok harca - Véreb - Sandor Cleagene - Rory McCann
- True Blood – Inni és élni hagyni - Eddie Gauthier - Stephen Root
- Zsaru az űrből - Zin - Geraint Wyn Davies
- Zsaruk - Alec Peters - Larry Dann

### Film szinkronszerepei
- 101 kiskutya - Frederick - Hugh Fraser
- 12 majom (DVD-változat)- Zoológus - Simon Jones
- 80 nap alatt a Föld körül - Gőzös kapitánya - Mark Addy
- A 13. harcos - Herger - Dennis Storhoi
- A guru - Tony - Steven Randazzo
- A félelem országútján - Al - Ritch Brinkley
- A Gyűrűk Ura: A király visszatér - Boszorkányúr - Lawrence Makoare
- A hazafi (2000) - Lord Charles Cornwallis tábornok - Tom Wilkinson
- A mestergyilkos - Vaughn - John McConnell
- A pálya csúcsán - Frank Perry - J. K. Simmons
- A Sakál - Belinko tábornok - Richard Cubison
- A sebhelyesarcú (1983) - Sheffield - Michael Alldredge
- A szikla - Hendrix százados - John C. McGinley
- A szövetség - A Fantom - Richard Roxburgh
- A tolmács - Rory Robb - Eric Keenleyside
- A Vaslady - Edward Heath - John Sessions
- A velencei kurtizán - Pietro Venier - Jeroen Krabbé
- A vér kötelez - Jason - James Lashly
- A vér kötelez - Bob Lerner - Jim Meskimen
- Airplane 2. - A folytatás - Joe Seluchi - Sonny Bono
- Ál/Arc - Walton börtönőr - John Carroll Lynch
- Alien vs. Predator – A Halál a Ragadozó ellen - Rusten Quinn - Carsten Norgaard
- Amerikai História X. - Rasmussen - Joseph Cortese
- Anyegin (1999) - Zareckij - Alun Armstrong
- Apák napja - Russ Trainor - Charles Rocket
- Az Álmosvölgy legendája - Főfelügyelő - Alun Armstrong
- Az ördög ügyvédje - Floridai ügyész - Leo Burmester
- Az utolsó dobás - Walt McGahn - Mike Starr
- Az utolsó légió - Hrothgar - James Cosmo
- Azután - Gyári munkás - Calum Grant
- Bean – Az igazi katasztrófafilm (DVD változat) - Elmer - Larry Drake
- Betépve - Leon Minghella - Kevin Gage
- Bilko főtörzs - Tennyson tábornok - Richard Herd
- Bölcsek kövére 2. – A Klump család - Pap
- Bűvölet (1996) - Mr. Bailey - Cliff De Young
- Charlie angyalai (2000) - Mr. Jones - LL Cool J
- Charlie angyalai: Teljes gázzal - Jimmy Bosley, - Bernie Mac
- Csillagpor - Sextus - David Walliams
- David Gale élete - Duke Grover - Jim Beaver
- Derült égből Polly - Kosárlabda játékos 1 - Robb Skyler
- Derült égből szerelem - Walter - John Carroll Lynch
- Die Hard – Az élet mindig drága - Építésvezető - John Doman
- Domino - Lelkész - Leonardo Digirolamo
- Ébredő sötétség - Promoter - Mark Donovan
- Elrabolva - Bernie - David Warshofsky
- Esküvő Monszun idején - Tej Puri - Rajat Kapoor
- Evelyn - Tom Connolly - Alan Bates
- Ez a csaj nem hagy hidegen - Lennie - Richard Carter
- Fegyvere van, veszélyes - Biztonsági őr a mérgező anyagoknál 2 - Royce D. Applegate
- Fejcserés támadás - Timothy Jarret McReady - Gary Grubbs
- Fészkes fenevadak - Hugh Primates - Richard Ridings
- G. I. Jane - Doug
- Galaxis útikalauz stopposoknak - Mr. Prosser - Steve Pemberton
- Godzilla - Őr az alagútnál - Stoney Westmoreland
- Gong Show - Férfi a gőzfürdőben - Harvey Lembeck
- Gong Show - Ed atya - Ed Holland
- Gothika - Joe - Michel Perron
- Gyilkosság a Fehér Házban - Hal Cooper ügynök - Tom Wright
- Ha eljön Joe Black - Eddie Sloane - David S. Howard
- Hajszál híján szeretem - Manny - Faizon Love
- Hanta Boy - Pete - SW Fisher
- Harry Potter és az azkabani fogoly - Zanzafej - Lenny Henry
- Határok nélkül (2003) - Dawit Ningpopo - John Matshikiza
- Hetedik - Dr. O`Neill - Peter Crombie
- J. Edgar – Az FBI embere - Arthur Koehler - Stephen Root
- James Bond: A holnap markában - Lopakodóhajó kapitánya - Mark Spalding
- James Bond: Aranyszem - Francia hadihajó tisztje - Olivier Lajous
- Jéghercegnő - Mr. Bast - Steve Ross
- Jelek - Cunningham őrmester - Ted Sutton
- JFK – A nyitott dosszié - Kenney admirális - Merlyn Sexton
- Jurassic Park II - Az elveszett világ - Munkás - David Sawyer
- Kegyetlen bánásmód - Gus Petch - Cedric the Entertainer
- Keresd a nőt! (1998) - Mary apja - Keith David
- Későn kezdő - Dave Patterson, válogató - Blue Deckert
- Kéz-őrület - A Kéz - Christopher Hart
- Kidobós: Sok flúg disznót győz - Steve, a kalóz - Alan Tudyk
- Kőagy őrnagy - Nagy darab motoros - Scott "Bam Bam" Bigelow
- Lesz ez még így se! - Főúr - Tom Mcgowan
- Lódító hódító - Greg - Louis C.K.
- Lovagregény - Simon, a poroszló - Steve O`Donnell
- Lúzer SC - Brad - Sean Salisbury
- Meglesni és megszeretni - Utcai komikus - Larry Pine
- Mielőtt felkel a Nap (1995) – csapos - Haymon Maria Buttinger
- Monte Cristo grófja (2002) - Bonaparte Napóleon - Alex Norton
- Moulin Rouge! - Színpadmester - Peter Whitford
- Nanny McPhee és a nagy bumm - Ralph Jeffreys őrmester - Nonso Anozie
- Neveletlen hercegnő - Motaz miniszterelnök - Joel McCrary
- Októberi égbolt - Jake Mosby - David Dwyer
- Old Shatterhand (2. szinkron változat) - Hunter ezredes - Joe D’Amato (Jim Burke néven)
- Őrült és gyönyörű - Jimmy a repülő pilóta - Neil Looy
- Ősz New Yorkban - Dr. Tom Grandy - J. K. Simmons
- Pasik a csúcson - Lutz
- Penge - Quinn - Donal Logue
- Pereld a nőt! - Tony - Vincent Pastore
- Pókember - Gitáros férfi
- Rob Roy - Alan McDonald - Eric Stoltz
- Rómeó + Júlia - Ted Montague - Brian Dennehy
- Scooby-Doo 2. – Szörnyek póráz nélkül  - Vattacukros bácsi (hangja) Michael Sorich
- Sherlock Holmes - Pici Joe - Joe Egan
- Sikoly 3. - John Milton - Lance Henriksen
- Spinédzserek - Autóvezető vizsgáztató - Ron Orbach
- Szerelmi bájital - Geoffrey herceg - Dylan Baker
- Szűzlányok ajándéka - Bruno bácsi - Nigel Planer
- Törvénytisztelő polgár - Clarence James Darby Christian Stolte
- Transformers (1986) - Űrdongó / Bumblebee, Unicron, Soundwave, Springer - Dan Gilvezan, Orson Welles, Frank Welker, Neil Ross
- Transformers (2007) - Űrdongó - Mark Ryan
- Transformers: Az utolsó lovag - Űrdongó - Mark Ryan
- ŰrDongó - B127 / Űrdongó - Dylan O'Brien
- Ünneprontók ünnepe - Randolph - Ron Canada
- Válás francia módra - Piers Janely - Stephen Fry
- Végképp eltörölni - Szergej Ivanovics Petrotszkij - Olek Krupa
- Végső állomás 2. - Suby nyomozó - Eric Keenleyside
- Végveszélyben (1994) - Helikopterpilóta - Vaughn Armstrong
- Velem vagy nélküled - Stan - Rob Reiner
- Véres románc - Jim McCarthy - Nick Offerman
- xXx2: A következő fokozat - Maurice - Bruce Bruce

### Rajzfilmsorozat, anime szinkronszerepek
- Amerikai fater - Donovan atya - Martin Mull
- A kertvárosi gettó - panaszfelvevő #20; tanácsos 1 #26, 30; konkurens maffiavezér #37
- A.T.O.M. – Alpha Teens On Machines - Paine
- Bohókás professzor - Dr. Contraptus
- Chrono Crusade - felügyelő #01-02
- Cyberpunk: Edgerunners - Adam Smasher
- Deltora Quest - Glock; Gorl #03
- D.Gray-man - Georg #19-20; Mei-Ling nagyapja #047-049
- Family Guy - Franz Gutentag / Franz Schlechtnacht
- Fantasztikus Négyes (Cartoon Network) - A Vakond Paul Dobson
- Fullmetal Alchemist - Yoki Jao Kazuki
- Fullmetal Alchemist – Testvériség - Yoki Jao Kazuki
- Gógyi felügyelő - Gógyi felügyelő
- Kenguk - Napo
- Mixelek - Globert
- Naruto - ambu ügynök #069, 071, 079; Fúdzsin #142-147
- Parkműsor - Sensai, Halál (2. hang), John Sorrenstein
- Phineas és Ferb - Monogram őrnagy (2. évadtól)
- Rejtélyek városkája - Stan Pines
- Star Wars: A Rossz Osztag - Raktárvezető - Taran Killam
- Star Wars: Látomások - Teaház tulajdonosa - Chō (japán) - Joe Ochman (angol)
- Szuper robotmajomcsapat akcióban! - Mandarin
- Transformers: Cyberverse - Starscream (1. hang), Soundwave (1. hang)
- Transformers: Robots in Disguise - Starscream, Soundwave, Hammerstrike, Pseudo
- Zhu Zhu - Wilfred P. Kerdle
- X-men (1992) - Szörnyeteg

### Rajzfilmes szinkronszerepek
- Angry Birds – A film - Brad - Josh Robert Thompson
- A dzsungel könyve 2. - Ranjan apja - John Rhys-Davies
- A Hihetetlen család - Aknakukac - John Ratzenberger
- A macskák nem táncolnak - Buszsofőr - David Johansen
- A Notre Dame-i toronyőr - Butál - Bill Fagerbakke
- Rejtélyek városkája - Stanley Pines
- Az Őrzők legendája - Csatt - Leigh Whannell
- Bartek, a varázslatos - Fő kozák Danny Mann
- Cápamese - Bolttulajdonos - Phil LaMarr
- Csizmás, a kandúr - Fejvadász - Rich B. Dietl
- Elvitte a víz - Jós
- Eszeveszett birodalom - Szakács
- Hangya boy - Szentjánosbogár - S. Scott Bullock
- Horton - Willy - Bill Farmer
- Hotel Transylvania 2. – Ahol még mindig szörnyen jó - Navigátor - Robert Smigel
- Jégkorszak - Start - Stephen Root
- Karácsonyi ének - Kövér szakács - Julian Holloway
- Kis nagy hős - Hobo Jack - Ron Tippe
- Megaagy - Polgármester - Stephen Kearin
- Mosolyogj és menj! és a két égő pezsgő - Fa szörnyeteg - Ron Perlman
- Nagyon vadon 2. - Stanley - Fred Stoller
- Nagyon vadon 3. - Stanley
- Pata tanya: Baromi buli - Igg - Maurice LaMarche
- Polar Expressz - Mikulás - Tom Hanks
- Shrek a vége, fuss el véle - Nagylepény (Shrek) - Mike Mitchell
- Susi és Tekergő - Rendőr az állatkert előtt - Bill Thompson
- Titán – Időszámításunk után - Őr Charles Rocket
- Tűz és jég - Darkwolf (Tűz és jég) - Steve Sandor
- Vad galamb - Tollász - Dan Roberts
- Wallace & Gromit: Az elvetemült veteménylény - Salétrom úr - Vincent Ebrahim